# Kabinett Teleki I

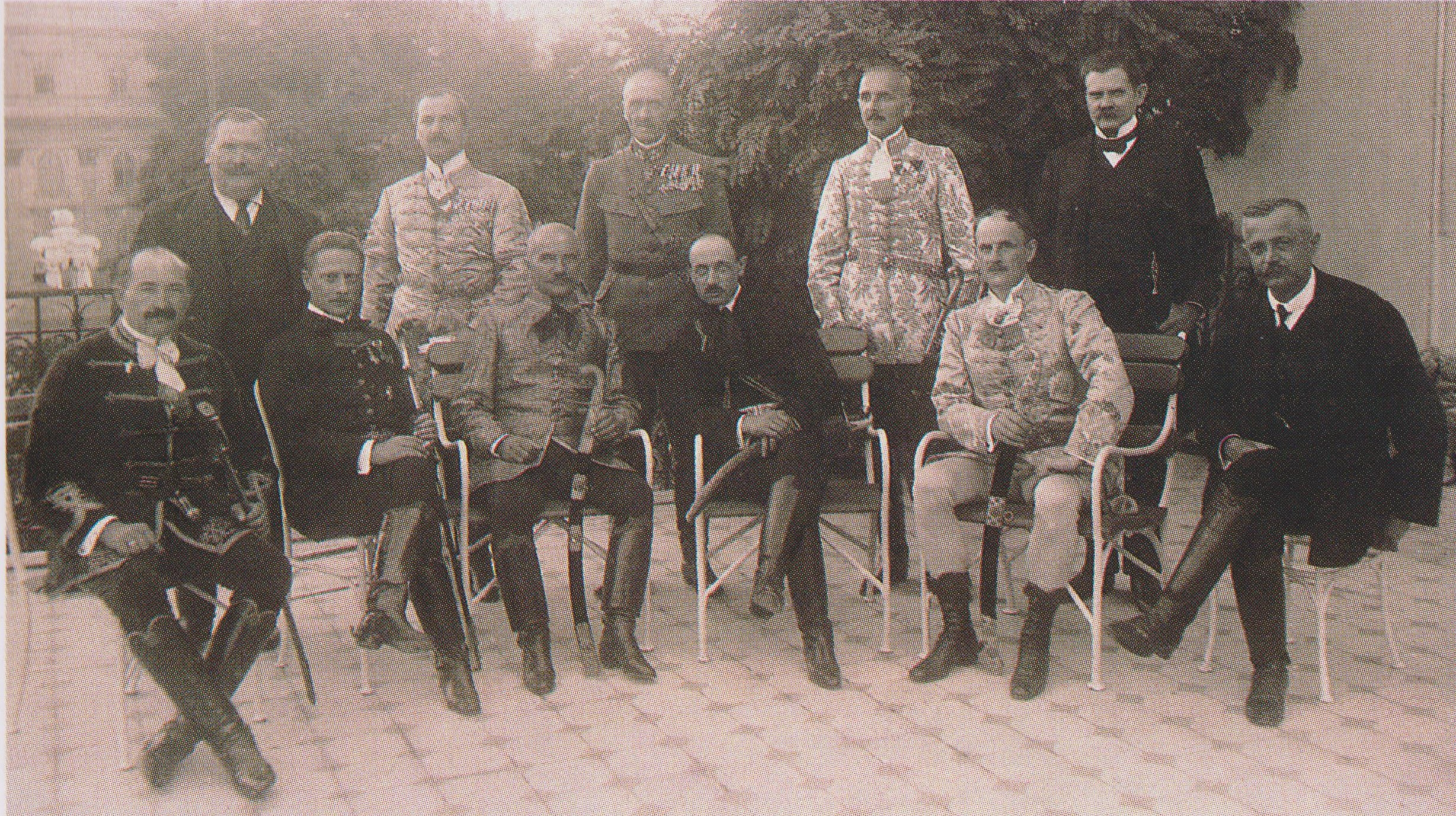
Kabinett Teleki I

Das Kabinett Teleki I war die Regierung des Königreichs Ungarn von 1920 bis 1921. Es wurde am 19. Juli 1920 vom ungarischen Ministerpräsidenten Pál Teleki gebildet und bestand bis 14. April 1921.

## Minister
Parteien:
_ Keresztény Nemzeti Egyesülés Pártja (Christliche Nationale Partei der Einheit)
_ Országos Kisgazda Párt (Landespartei der Kleinlandwirte)
_ parteilos
| Amt                                                               | Amtsträger | Amtsträger                  | Beginn Amtszeit   | Ende Amtszeit     |
| ----------------------------------------------------------------- | ---------- | --------------------------- | ----------------- | ----------------- |
| Ministerpräsident                                                 |            | Pál Teleki                  | 19. Juli 1920     | 14. April 1921    |
| Innenminister                                                     |            | Gyula Ferdinandy            | 19. Juli 1920     | 19. Februar 1921  |
| Innenminister                                                     |            | Vilmos Pál Tomcsányi        | 19. Februar 1921  | 14. April 1921    |
| Außenminister                                                     |            | Imre Csáky                  | 19. Juli 1920     | 16. Dezember 1920 |
| Außenminister                                                     |            | Pál Teleki (interim)        | 16. Dezember 1920 | 18. Januar 1921   |
| Außenminister                                                     |            | Gusztáv Gratz               | 18. Januar 1921   | 12. April 1921    |
| Außenminister                                                     |            | Pál Teleki (interim)        | 12. April 1921    | 14. April 1921    |
| Verteidigungsminister                                             |            | István Sréter               | 19. Juli 1920     | 16. Dezember 1920 |
| Verteidigungsminister                                             |            | Sándor Belitska             | 16. Dezember 1920 | 14. April 1921    |
| Finanzminister                                                    |            | Frigyes Korányi             | 19. Juli 1920     | 16. Dezember 1920 |
| Finanzminister                                                    |            | Lóránt Hegedüs              | 16. Dezember 1920 | 14. April 1921    |
| Justizminister                                                    |            | Vilmos Pál Tomcsányi        | 19. Juli 1920     | 14. April 1921    |
| Ackerbauminister                                                  |            | Gyula Rubinek (interim)     | 19. Juli 1920     | 15. August 1920   |
| Ackerbauminister                                                  |            | István Szabó (Nagyatádi)    | 15. August 1920   | 14. April 1921    |
| Minister für Kultus und Unterricht                                |            | István Haller               | 19. Juli 1920     | 16. Dezember 1920 |
| Minister für Kultus und Unterricht                                |            | József Vass                 | 16. Dezember 1920 | 14. April 1921    |
| Handelsminister                                                   |            | Gyula Rubinek               | 19. Juli 1920     | 16. Dezember 1920 |
| Handelsminister                                                   |            | Lajos Hegyeshalmy           | 16. Dezember 1920 | 14. April 1921    |
| Minister für Volkswohl und Arbeit                                 |            | Ágost Benárd                | 19. Juli 1920     | 14. April 1921    |
| Minister ohne Geschäftsbereich für Ernährung                      |            | István Szabó (Nagyatádi)    | 19. Juli 1920     | 17. August 1920   |
| Minister ohne Geschäftsbereich für Ernährung                      |            | József Vass                 | 17. August 1920   | 14. April 1921    |
| Minister ohne Geschäftsbereich für Kleinlandwirte-Angelegenheiten |            | István Szabó (Sokorópátkai) | 19. Juli 1920     | 16. Dezember 1920 |

## Quelle
- A kormány tagjai 1867-től máig: (Mitglieder der Regierung von 1867 bis heute) im parlamentarischen Almanach (1935)